# Nesrin Baş
Nesrin Baş (ur. 25 czerwca 2002) – turecka zapaśniczka startująca w stylu wolnym. Olimpijka z Paryża 2024, gdzie zajęła dwunaste miejsce w kategorii do 62 kg. Zajęła czternaste miejsce na mistrzostwach świata w 2021 roku. 
Złota medalistka mistrzostw Europy w 2024, srebrna w 2025 i brązowa w 2023; piąta w 2021. Dziewiąta w indywidualnym Pucharze Świata w 2020. 
Pierwsza na MŚ U-23 w 2022 i 2023; druga w 2024. Pierwsza na ME U-23 w 2023 i 2025; trzecia w 2021 i 2024. Druga na olimpijskim festiwalu młodzieży Europy w 2019 roku.